# Биогеосфера
Биогеосфе́ра (от др.-греч. βίος «жизнь» + γῆ «Земля» + σφαῖρα «сфера, шар»), слой сгущений жизни, плёнка жизни (В. И. Вернадский), биогеоценотический покров (В. Н. Сукачев), фитогеосфера (Е. М. Лавренко; от др.-греч. φυτóν «растение»), эпигенема (Р. И. Аболин; от др.-греч. ἐπι- «пребывание на чём-либо, помещение на что-либо»), витасфера (А. Н. Тюрюканов и В. Д. Александрова; от лат. vita «жизнь») — оболочка Земли, в которой сосредоточено живое вещество Земли, глобальная экосистема Земли. Биогеосфера — понятие более узкое, чем биосфера, которая в отличие от биогеосферы включает в себя также все слои, находящиеся под воздействием организмов и занятые продуктами их жизнедеятельности. Ещё близким к биогеосфере понятием является ландшафтная оболочка Земли.

## Описание
Расположена биогеосфера в зоне взаимодействия земной коры, гидросферы и атмосферы; она может иметь толщину от нескольких метров (в степях, пустынях, тундрах) до десятков и сотен метров (в лесных и водных сообществах); так же варьирует её структура и активность. Масса живого вещества составляет десятимиллионные доли массы Земли, тем не менее она оказывает решающее влияние на геохимические процессы планеты.
Элементарная ячейка биогеосистемы — это биогеоценоз.
Биогеосфера — единственная оболочка Земли, где возможна жизнедеятельность человека. Из неё человек получает всё, что ему необходимо — воду, кислород, топливо, продовольствие, сырьё для промышленности, строительства и др. — при этом сам воздействует на биогеосферу, в том числе и разрушительно.